# باسانس، سووا
باسانس (به فرانسوی: Bassens) یک کمون (فرانسه) در فرانسه است که در ساووآ واقع شده‌است. باسانس ۳٫۱۱ کیلومتر مربع مساحت دارد.